# Кунянская волость (Изюмский уезд)
Кунянская во́лость — историческая административно-территориальная единица Изюмского уезда Харьковской губернии с волостным правлением в селе Кунье.
По состоянию на 1885 год состояла из 7 поселений, 8 сельских общин. Население — 3643 человек (1852 человек мужского пола и 1791 — женского), 571 дворовое хозяйство.
|                       | Площадь | В т.ч. пахотной |
| --------------------- | ------- | --------------- |
| Сельских общин        | 4543    | 4212            |
| Частной собственности | 8605    | 1807            |
| Другой собственности  | 33      | 33              |
| В целом               | 13181   | 6052            |

Основные поселения волости:
- Кунье - бывшее владельческое село при реке Кунье в 25 верстах от уездного города Изюма. В селе волостное правление, 466 дворов, 2745 жителей, православная церковь, школа, 2 лавки. В 9 верстах от села винокуренный завод.

Храмы волости:
- Покровская церковь в селе Кунье.